# Kristinehamns kommun
Kristinehamns kommun er en kommune i Värmlands län, Sverige med 23.000 indbyggere (2006).
59°18′00″N 14°07′00″Ø / 59.3°N 14.116666666667°Ø